# Thibaudia truncata
Thibaudia truncata är en ljungväxtart som beskrevs av A. C. Smith. Thibaudia truncata ingår i släktet Thibaudia och familjen ljungväxter. Inga underarter finns listade i Catalogue of Life.